# ياليسوس

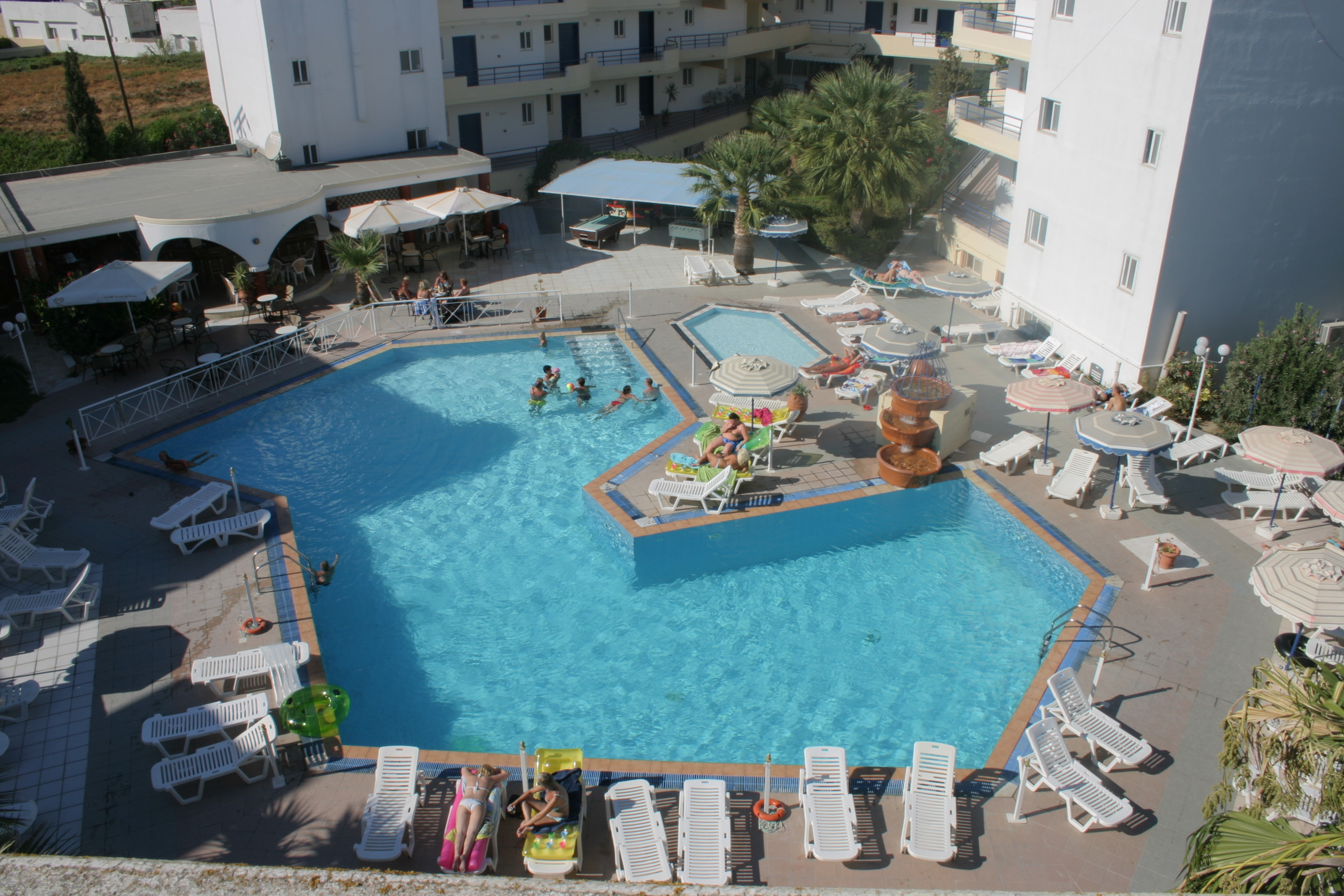
فندق في ياليسوس

إاليسوس (Ιαλυσός) هي مدينة في دوديكانيسيا في مقاطعة جنوب إيجة في اليونان.
يبلغ عدد سكانها حوالي 11822 نسمة وهي ثاني أكبر مدن جزيرة رودوس بعد عاصمة الجزيرة رودس. وهي موطن الشاعر الإغريقي تيموكريون